# Concerts symphoniques de musiques de jeux

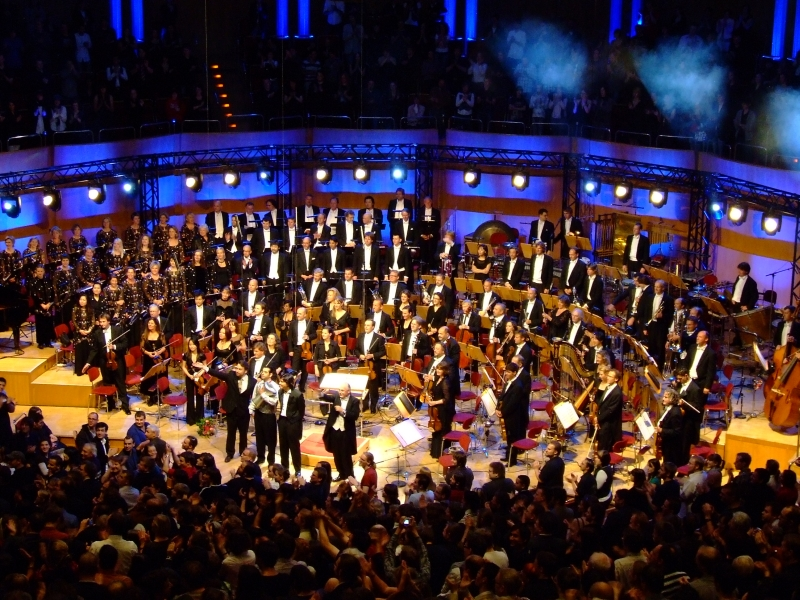
Les artistes après la représentation du concert Symphonic Fantasies.

Les Concerts symphoniques de musiques de jeux (Symphonische Spielemusikkonzerte en Allemand) sont un événement allemand annuel de concerts de musiques de jeu vidéo initié en 2003, connu pour être le plus ancien et le premier du genre en dehors du Japon. Les concerts sont produits par Thomas Böcker et interprétés par plusieurs orchestres menés par Andy Brick (2003–2007), Arnie Roth (2008, 2009 et 2011), et Niklas Willén (2010, 2012).
De 2003 à 2007, GC in Concert s'est tenu au Gewandhaus de Leipzig, et déroulé lors la cérémonie d'ouverture officielle de la Games Convention.
En 2008, l'annulation du concert par la Leipziger Messe a entraîné une coopération avec la Westdeutscher Rundfunk, et finalement donné lieu à de nouvelles représentations de musiques de jeux par son propre orchestre. Ces concerts ont lieu principalement dans la salle philharmonique de Cologne.

## Développement
Thomas Böcker travaille dans l'industrie vidéoludique depuis 1999 en tant que producteur, réalisateur et conseiller sur différentes bande son de jeux vidéo. Son implication en tant que producteur exécutif et directeur de projet pour la trilogie Merregnon lui permet d'avoir de nombreux contacts avec des orchestres, chefs d'orchestre et compositeurs du monde entier,.
Inspiré par les concerts de jeux en provenance du Japon, et en particulier pour les Concerts orchestraux de musiques de jeux dans les années 1990, il développe un concept pour le premier événement de ce genre en dehors du Japon. Pour attirer le plus grand nombre de personnes du public cible, le concert devait être prévu à côté d'un événement lié à l'industrie vidéoludique. En 2002, il propose son idée à la Leipziger Messe qui accepte de tenir le concert symphonique lors de la Games Convention, alors premier salon de jeu vidéo en Europe,.
La Leipziger Messe finance GC in Concert tandis que Böcker est responsable de la planification de l'événement, de l'invitation des compositeurs, chargé d’obtenir l'approbation de chaque éditeur afin de pouvoir jouer la musique de leurs titres et de monter les programmes du concert. Ne voulant pas limiter la sélection musicale à des titres réalisés uniquement sur des jeux vidéo européens, Böcker opte plutôt pour les meilleurs titres asiatiques, américains et européens de ces dernières années, offrant un large éventail de styles musicaux.
L'objectif principal de Böcker avec le premier concert symphonique de musiques de jeux était d’honorer les éditeurs de jeux qui avaient auparavant travaillé avec des orchestres. La plupart des compositions avaient déjà été enregistrées avec ce genre d'ensemble dans le passé, ce qui a réduit l'étape de développement à quatre mois, débutée à la mi-avril 2003.
À la suite des retours et réactions des intervenants de la première édition, plus de musiques de jeux classiques sont ajoutées aux programmes. Böcker prend près d'un an pour planifier chacun des concerts, et commence à inclure davantage de nouveaux arrangements expérimentaux qui, au lieu de simplement présenter une version orchestrale du titre original, se basent sur les interprétations personnelles des créateurs des morceaux originaux. 
Le travail de pionnier effectué par Böcker et son équipe a entraîné beaucoup de soutien de la part des éditeurs de jeux pour des concerts en dehors du Japon, et a ouvert la voie à de nombreux événements similaires. Les Concerts symphoniques de musiques de jeux sont devenus largement connus pour leurs nombreuses premières mondiales, dont certaines ont été reprises par les Press Start -Symphony of Games-, Play! A Video Game Symphony et Distant Worlds: music from Final Fantasy. Böcker a été impliqué avec Play! dans un rôle de premier plan de 2005 à 2007, et travaille comme consultant pour Distant Worlds depuis 2007.
Privilégiant une ambiance plus classique, la série de concerts ne repose pas sur des séquences de jeu ou de larges effets de lumière, mais plutôt sur la qualité de la musique et ses performances. L'inspiration originale de GC in Concert par les Concerts orchestraux de musiques de jeux s'est traduite par la présentation et le réarrangement de deux de ses compositions.
Beaucoup de célèbres compositeurs de musiques de jeu ont assisté aux événements et aux sessions d'autographes, tandis que Shiro Hamaguchi, Michiru Yamane, Yuzo Koshiro et Takenobu Mitsuyoshi ont activement participé à la série en tant qu'invités comme arrangeurs et interprètes.

## GC in Concert
À partir de 2003, cinq concerts annuels acclamés par la critique ont eu lieu au Gewandhaus de Leipzig, ils se sont tous déroulés devant une salle comble de 2 000 spectateurs. Dans son rôle de cérémonie d'ouverture officielle de la Games Convention, les événements de 2003 à 2006 comprenaient également différents discours et présentations par des politiciens allemands, ainsi que des représentants de l'industrie, tel que le game designer Will Wright.
Le concert symphonique de musique de jeu en 2003 est le premier grand événement de musique orchestrale de jeux vidéo en dehors du Japon.